# Peripsychoda repanda
Peripsychoda repanda és una espècie d'insecte dípter pertanyent a la família dels psicòdids.

## Descripció
- Mascle: ulls separats per una distància igual a 1,5 facetes de diàmetre; sutura interocular formant un angle obtús; vèrtex igual a tres vegades l'amplada del pont ocular, amb els costats arrodonits i amb molts més pèls a la part anterior que a la resta; occipuci estès en una mena de petita projecció cònica; front amb una àrea triangular pilosa; antenes de 0,95 mm de llargada i amb l'escap 1,5 vegades la mida del pedicel; tòrax sense patagi; ales de 2,02 mm de llargària i 0,85 mm d'amplada, amb la vena subcostal acabant lliure (no pas unida a R1); fèmur més llarg que la tíbia; edeagus i paràmers formant una estructura en forma de fletxa.
- La femella no ha estat encara descrita.[3]

## Distribució geogràfica
És un endemisme de Nova Guinea.